# Gouvernement Meir I
 (juillet 2025).
Si vous disposez d'ouvrages ou d'articles de référence ou si vous connaissez des sites web de qualité traitant du thème abordé ici, merci de compléter l'article en donnant les références utiles à sa vérifiabilité et en les liant à la section « Notes et références ».
État d'Israël
Eshkol III Meir II
Le gouvernement Meir I est le quatorzième gouvernement d'Israël et a été formé par Golda Meir le 17 mars 1969, lors de la sixième Knesset. 
Le gouvernement est formé avec la même coalition que le gouvernement d'union nationale de Levi Eshkol, à la suite du déclenchement de la Guerre des Six Jours, tandis que le premier gouvernement de Golda Meir est marqué par la poursuite de la Guerre d'usure dans le conflit israélo-arabe.
Le gouvernement reste en fonction jusqu'à la convocation des élections législatives de 1969. Il est composé de 22 ministres et de 7 ministres délégués.

## Historique

### Formation
Avec la mort de Levi Eshkol en 1969, Golda Meir fut préférée à des candidats tels que Yigal Alon, Premier ministre par intérim et Moshe Dayan, dont la confrontation avec Alon était considérée comme dangereuse pour le parti.
Tandis que Pinchas Sapir, pressenti pour la fonction, a préféré y renoncer. À l'époque, Golda Meir n'a pas reçue beaucoup de soutien avant de prendre ses fonctions, mais elle fut considérée comme une candidate de compromis, désignée par l'aile centriste du Parti travailliste israélien avec une majorité de 287 membres et 45 abstentions en faveur de sa nomination en interne du parti.
Golda Meir a commencé son mandat de Première ministre d'Israël le 17 mars 1969 et a été à la tête du gouvernement pendant 5 ans. À ce jour, elle est la seule femme en Israël à avoir occuper cette fonction. À l'époque, seuls les ultra-orthodoxes d'Agoudat Israel ont exprimé leur opposition à sa nomination sur la base de son genre.

### Coalition
Au sein du gouvernement, Golda Meir a conservé la même coalition d'unité nationale, en incluant la nouvelle coalition de gauche d'Alignement entre HaAvoda et Mapam, ainsi que Gahal, le Parti national religieux, les Libéraux indépendants, Poale Agoudat Israel et les deux partis arabes Progrès et Développement et Coopération et Fraternité.
La seule modification apportée par rapport au gouvernement précédent est la suppression du portefeuille de ministre de l'Information, l'ancien ministre Israël Galili devenant Ministre sans portefeuille.

### Démission
Son gouvernement est marqué par la poursuite de la Guerre d'usure dans le conflit israélo-arabe, déclenché pendant le précédent gouvernement. Le gouvernement est resté en fonction jusqu'à la convocation des élections législatives de 1969.

## Composition
- Les nouveaux ministres sont indiqués en gras, ceux ayant changé d'attributions en italique.

| Image | Portefeuille                                                   | Titulaire | Titulaire                                | Parti                    |
| ----- | -------------------------------------------------------------- | --------- | ---------------------------------------- | ------------------------ |
|       | Première ministre                                              |           | Golda Meir                               | Alignement (HaAvoda)     |
|       | Vice-Premier ministre Ministre de l'Intégration des Immigrants |           | Yigal Allon                              | Alignement (HaAvoda)     |
|       | Ministre de l'Agriculture                                      |           | Haim Gvati                               | Alignement (HaAvoda)     |
|       | Ministre de la Défense                                         |           | Moshe Dayan                              | Alignement (HaAvoda)     |
|       | Ministre du Développement Ministre du Tourisme                 |           | Moshe Kol                                | Libéraux indépendants    |
|       | Ministre de l'Éducation et de la Culture                       |           | Zalman Aran                              | Alignement (HaAvoda)     |
|       | Ministre des Affaires étrangères                               |           | Abba Eban                                | Alignement (HaAvoda)     |
|       | Ministre des Finances Ministre du Commerce et de l'Industrie   |           | Ze'ev Sherf                              | Alignement (HaAvoda)     |
|       | Ministre de la Santé                                           |           | Yisrael Barzilai (en)                    | Alignement (Mapam)       |
|       | Ministre du Logement                                           |           | Mordechai Bentov                         | Alignement (Mapam)       |
|       | Ministre de l'Intérieur                                        |           | Haim-Moshe Shapira                       | Parti national religieux |
|       | Ministre de la Justice                                         |           | Ya'akov Shimshon Shapira (en)            | Alignement               |
|       | Ministre du Travail                                            |           | Yosef Almogi (en)                        | Alignement (HaAvoda)     |
|       | Ministre de la Police                                          |           | Eliyahu Sasson (en)                      | Alignement (HaAvoda)     |
|       | Ministre des Postes                                            |           | Yisrael Yeshayahu                        | Alignement (HaAvoda)     |
|       | Ministre des Religions                                         |           | Zerach Warhaftig                         | Parti national religieux |
|       | Ministre de la Protection sociale                              |           | Yosef Burg                               | Parti national religieux |
|       | Ministre des Transports                                        |           | Moshe Carmel                             | Alignement (HaAvoda)     |
|       | Ministre sans portefeuille                                     |           | Israël Galili                            | Alignement (HaAvoda)     |
|       | Ministre sans portefeuille                                     |           | Menahem Begin                            | Gahal                    |
|       | Ministre sans portefeuille                                     |           | Yosef Sapir (en)                         | Gahal                    |
|       | Ministre sans portefeuille                                     |           | Pinchas Sapir                            | Alignement (HaAvoda)     |
|       | Ministre délégué à l'Agriculture                               |           | Aharon Uzan (en)                         | Alignement (HaAvoda)     |
|       | Ministre délégué au Développement                              |           | Yehuda Sha'ari (en)                      | Libéraux indépendants    |
|       | Ministre délégué à l'Éducation et à la Culture                 |           | Kalman Kahana                            | Agoudat Israel           |
|       | Ministre délégué à l'Éducation et à la Culture                 |           | Aharon Yadlin (en) (jusqu'au 17/11/1969) | Alignement (HaAvoda)     |
|       | Ministre délégué à l'Intégration des immigrants                |           | Aryeh Eliav                              | Alignement (HaAvoda)     |
|       | Ministre délégué à l'Intérieur                                 |           | Shlomo-Yisrael Ben-Meir (en)             | Parti national religieux |
|       | Ministre délégué aux Affaires religieuses                      |           | Binyamin Shahor (en)                     | Parti national religieux |
|       | Vice-ministre délégué des Finances                             |           | Zvi Dinstein (en)                        | Alignement (HaAvoda)     |